# 국제과학비즈니스벨트기획단
국제과학비즈니스벨트기획단은 21세기 선진일류국가 도약을 위한 기초연구 역량에 기반한 창조형 국가전략이 필요함에 따라 국제과학비즈니스벨트의 조성 계획 수립 및 추진을 위해 설립된 대한민국 교육과학기술부 소속기관으로 국제과학비즈니스벨트기획단장은 고위공무원 나급(2~3급 상당)의 일반직공무원으로 보한다. 서울특별시 종로구 세종대로 209 (세종로1가 77-6) 정부중앙청사에 위치하고 있다.

## 설립 근거
- 국제과학비즈니스벨트 조성 및 지원에 관한 특별법[4]

## 연혁
- 2009년 1월 13일 국제과학비즈니스벨트 종합계획 확정
- 2011년 4월 5일 국제과학비즈니스벨트기획단 신설
- 2011년 4월 7일 국제과학비즈니스벨트위원회 구성
- 2011년 11월 21일 기초과학연구원 설립

## 주요 업무
- 세계적 수준의 기초과학연구원 설립 운영
- 대형연구시설로서 중이온가속기 설치
- 지속성장 도시조성을 위한 비즈니스기반 구축
- 과학과 문화예술이 융합된 국제적 도시환경 조성
- 기초과학 거점 조성 및 지역연구거점과의 네트워크화

## 조직

### 국제과학비즈니스벨트기획단장
- 기획조정과
- 기반조성과
- 과학산업과

## 같이 보기
- 국제과학비즈니스벨트위원회
- 기초과학연구원